# Saz
Saz je drevni glazbeni instrument iz grupe tambura porijeklom iz Irana. Na teritoriju Bosne i Hercegovine pojavljuje se u 15. stoljeću dolaskom Osmanlija. Saz ima najčešće šest žica, međutim, broj žica može biti i veći - osam, dvanaest, pa čak i više, ovisno o volji graditelja ili interpretatora. Saz i šargija su bili prošireni po urbanim sredinama Bosne i Hercegovine. Često se saz poistovjećuje sa šargijom, a ustvari se radi o dva različita instrumenta. Šargija ima kratku dršku, a saz dužu dršku. Međutim, to nije najvažnija niti presudna razlika između njih. Glavna razlika je u perdetima - pragovima, koji su drukčije postavljeni kod saza nego kod šargije. Zbog toga su i tonovi koji se poslije dobivaju drukčiji. Sazevi su ukrašavani srebrom, tako što su se vezli ornamenti srebrenom žicom i kitili biserima. Ukrašeni sazevi su se u bosanskim narodnim pjesmama nazivali 'sedefli tambura', 'biserli tambura', 'tamburica bisernica', 'bisernica' i sl.
Među istaknutim sazlijama u BiH su Selim Salihović, Muhamed Mešanović - Hamić i Šukrija Trako, koji je napisao i knjigu o sazu, "Saz u Bosni" (Visoko: Institut sevdaha - Fondacija Omera Pobrića, 2003). Adi Lukovac, pionir elektroničke glazbe u Bosni i Hercegovini, često je provlačio motive saza u svojoj glazbi.

## Vanjske poveznice
- O sazu  Arhivirana inačica izvorne stranice od 16. lipnja 2010. (Wayback Machine)
- Saz i sevdalinka